# Tibula
Tibula (greco: Τιβουλα, Ptol.) fu un'antica città della Sardegna, situata all'estremità settentrionale dell'isola, che sembra essere stata il tradizionale punto di sbarco per i viaggiatori provenienti dalla Corsica; nell'Itinerario antonino era presente come punto di partenza di diverse strade romane. (Itin. Ant. pp. 78-83.)

## Localizzazione
L'effettiva posizione della città è argomento dibattuto. La posizione assegnatale da Claudio Tolomeo la collocherebbe presso Castelsardo, sul litorale nord dell'isola e soltanto a 30 chilometri da Porto Torres, ma queste distanze sono incompatibili con le indicazioni degli itinerari e giocoforza errate. Lo stesso Tolomeo colloca i Tibulati (chiamati  Tibulates o  Tibulatii, da Τιβουλάτιοι), ovvero la popolazione direttamente legata al nome della città, sempre all'estremità settentrionale dell'isola. (Ptol. iii. 3. § 6) e tutti i dati ricavati dagli itinerari concordano con la stessa tesi.
La posizione assegnatale da La Marmora, e fatta propria da William Smith, sarebbe il porto o la piccola baia chiamata  porto di Longosardo, molto vicino al capo più settentrionale dell'isola, l'Errebantium Promontorium o Errebantion Promontorium di Tolomeo. (La Marmora, Voy. en Sardaigne, vol. ii. pp. 421-32, che include un'ampia analisi e dissertazione sulla questione). I redattori del Barrington Atlas of the Greek and Roman World collocano Tibula a Santa Teresa Gallura.